# 王綱 (永樂進士)
王綱（14世紀—15世紀），字存紀，江西瑞州府上高縣河東團田北人，明朝政治人物。

## 生平
王綱是永樂三年（1405年）的舉人，次年（1406年）中會試副榜，和蕭時中等十八人上奏考試不公平，明成祖因此親自主考，對策稱旨，獲賜冠帶，由祭酒、司業親自教授，到九年（1411年）成進士，獲授河南道監察御史，巡按福建、廣西、河南等地都執法公允有名聲，陞山西左參政，到正統年間以山西右布政使致仕。他為官小心翼翼，回鄉後不謁見知縣，只行鄉飲酒禮，氣節凜然，有古代大臣風節，有《薇垣清興集》流傳，死後入祀鄉賢祠。

## 引用
1. 1 2  同治《上高縣志·卷八·人物》：王綱，字存紀，河東田北人，永樂進士，初會試登乙榜，例授教職，與蕭時中等十八人奏考試不公，文皇復親策稱旨，並賜冠帶，令祭酒、司業親教之；後辛卯科登上第，任河南等道監察御史，巡按福建、廣西、河南，執法不撓，所至有聲，擢山西左參政，正統間以山西右布政使致仕，厯仕四朝始終翼翼，歸休於家不謁當事，惟行鄉飲酒禮，棹一小舟往來，氣節凜然有古大臣風，所著有《薇垣清興集》，卒祀鄉賢祠 見《明統一志》。
2. ↑  同治《上高縣志·卷六·選舉》：明……永樂九年辛卯蕭時中榜（進士） 王綱 字存紀，河東團田北人，官至山西左布政使，卒祀鄉賢，見傳……永樂三年乙酉鄉試……王綱 見進士